# Synsepalum msolo
Synsepalum msolo är en tvåhjärtbladig växtart som först beskrevs av Adolf Engler, och fick sitt nu gällande namn av Terence Dale Pennington. Synsepalum msolo ingår i släktet Synsepalum och familjen Sapotaceae. Inga underarter finns listade i Catalogue of Life.